# Nations Cup 2000
Nations Cup 2000 var en lagtävling i snooker som spelades i Hexagon Theatre i Reading, England, den 15 - 23 januari. Matchformatet hade ändrats något från föregående år: dubbelmatcherna hade tagits bort, och antalet frames i varje match hade minskats från 11 till 10, vilket innebar att matcher nu kunde sluta oavgjort. Formatet med de fem deltagande lagen från Brittiska öarna, och gruppspelet där alla mötte alla och de två bästa gick till final, var dock detsamma som föregående år. Anmärkningsvärt var att bara en av tjugo spelare var ny jämfört med föregående år: Stephen Lee hade ersatt Peter Ebdon i Englands lag.
Tävlingen vanns av England som slog Wales i finalen med 6-4. Ronnie O'Sullivan vann sammanlagt 13 av de 15 frames han spelade, vilket är rekord för tävlingen. I gruppmatchen mellan Skottland och Nordirland gjorde John Higgins sitt livs första maximumbreak i matchen mot Dennis Taylor.

## Deltagande lag
| England                                                | Skottland                                            | Wales                                                    | Irland                                                    | Nordirland                                         |
| Ronnie O'Sullivan Jimmy White John Parrott Stephen Lee | Stephen Hendry John Higgins Chris Small Alan McManus | Mark Williams Matthew Stevens Dominic Dale Darren Morgan | Ken Doherty Michael Judge Fergal O'Brien Stephen O'Connor | Joe Swail Gerard Greene Dennis Taylor Terry Murphy |

## Resultat

### Gruppspel
| England   | 7 - 3 | Nordirland |
| Wales     | 5 - 5 | Skottland  |
| Irland    | 8 - 2 | Nordirland |
| England   | 6 - 4 | Skottland  |
| Wales     | 6 - 4 | Irland     |
| Skottland | 6 - 4 | Nordirland |
| England   | 8 - 2 | Irland     |
| Wales     | 6 - 4 | Nordirland |
| Irland    | 9 - 1 | Skottland  |
| Wales     | 7 - 3 | England    |

|            | vunna | oavgjorda | förlorade | frames  |
| Wales      | 3     | 1         | 0         | 24 - 16 |
| England    | 3     | 0         | 1         | 24 - 16 |
| Irland     | 2     | 0         | 2         | 23 - 17 |
| Skottland  | 1     | 1         | 2         | 16 - 24 |
| Nordirland | 0     | 0         | 4         | 13 - 27 |

### Final
| England           | 6 - 4    | Wales           |
| Stephen Lee       | 92 - 8   | Darren Morgan   |
| Ronnie O'Sullivan | 78 - 15  | Matthew Stevens |
| Jimmy White       | 72 - 10  | Mark Williams   |
| Ronnie O'Sullivan | 119 - 0  | Dominic Dale    |
| Stephen Lee       | 8 - 76   | Matthew Stevens |
| Ronnie O'Sullivan | 64 - 0   | Mark Williams   |
| John Parrott      | 41 - 63  | Matthew Stevens |
| Stephen Lee       | 51 - 75  | Mark Williams   |
| Jimmy White       | 46 - 64  | Dominic Dale    |
| John Parrott      | 105 - 27 | Darren Morgan   |